# 酒井佐和子
酒井佐和子（さかい さわこ、1907年 - 1984年6月2日）は、漬物研究家。

## 略歴
山形県出身。18歳で上京、戦後すぐ家庭料理の教室を開き、山菜や漬物料理を研究する。伝統的な漬け方に加え、塩の割合をパーセントで示したり、減塩の漬け方を開発し、長年テレビ、新聞、雑誌などで活躍した。長女の酒井玲子（1932年生）も漬物研究家。

## 著書
- 『山の味里の味』北辰堂 1956
- 『酒の肴』婦人画報社 1959
- 『ふるさとの味・母の味 郷愁をそそる山菜料理集』婦人画報社 1961
- 『つけもの』婦人画報社 1962
- 『漬け物小百科』 (主婦の友小百科シリーズ)主婦の友社 1966
- 『つけもの風土記』婦人画報社 1969
- 『つけもの NHKきょうの料理』日本放送出版協会 1971
- 『おいしい味噌汁の本 奥さま1年生に』 (主婦の友文庫)主婦の友社 1974
- 『四季の漬けもの おいしい手作り250種』主婦と生活社 1976
- 『漬物 (日本の味名著選集 第4巻)』東京書房社 1978
- 『おいしいみそ汁 奥さま一年生に』 (Happy cooking)主婦の友社 1984

### 共著
- 『お茶漬けとおにぎり』河野貞子, 吉沢久子共著 中央公論社 1960
- 『新・漬け物事典 おかずにも酒の肴にも簡単でヘルシー』酒井玲子共著 (Tomo books plus)主婦の友社 1984